# تشلسي كاري
تشلسي كاري هي لاعبة كرلنغ كندية، ولدت في 12 سبتمبر 1984 في وينيبيغ في كندا.

## وصلات خارجية
- تشلسي كاري على موقع الاتحاد الدولي للكرلنغ (الإنجليزية)